# 臺東普悠瑪鐵人三項
臺東普悠瑪鐵人三項（英語：Taitung Puyuma Triathlon）是中華民國臺東縣的鐵人三項比賽，始創於2009年。比賽設有超級鐵人賽（226公里）、半程超級鐵人賽（113公里）、奧林匹克標準賽（51.5公里）以及鐵人兩項四個競賽組別。